# منجم حماطة
قرية منجم حماطة هي إحدى القرى التابعة لمدينة مرسى علم في محافظة البحر الأحمر في جمهورية مصر العربية. حسب إحصاءات سنة 2018، بلغ إجمالي السكان في منجم حماطة 691 نسمة، منهم 360 رجل و 331 امرأة.